# Peille
Peille település Franciaországban, Alpes-Maritimes megyében. Lakosainak száma 2205 fő (2022. január 1.). Peille Beausoleil, Blausasc, Castillon, L’Escarène, Gorbio, Lucéram, Peillon, Roquebrune-Cap-Martin, Sainte-Agnès, Sospel, Touët-de-l’Escarène, La Trinité és La Turbie községekkel határos.

## Népesség
A település népességének változása:
| Lakosok száma | 1253 | 1622 | 1836 | 2243 | 2339 | 2353 | 2376 | 2370 | 2369 | 2205 |
|               | 1968 | 1982 | 1990 | 2006 | 2013 | 2015 | 2017 | 2019 | 2020 | 2022 |